# Marcantonio Borghese (1730-1800)
Marcantonio Borghese, 5e prince de Sulmona, né le 16 septembre 1730 à Rome et mort dans la même ville le 26 mars 1800, est un patricien romain du XVIIIe siècle.

## Biographie
Marcantonio Borghese, ou Marc-Antoine Borghèse en français, est le fils de Camillo Borghese (1693-1763) et de son épouse Agnese Colonna.
Il est le chef de la puissante famille Borghese à Rome. Personnage important et influent de la ville, il est connu pour ses collections. Au début des années 1770, il sollicite Antonio Asprucci pour rénover entièrement l'intérieur de la villa Borghese. Ce dernier fait appel à de nombreux sculpteurs, peintres et marbriers pour réaliser les décorations. Des fresques, des stucs et des décors en marbre polychrome sont ajoutés. La plupart des peintures représentent l'histoire de la famille, depuis le mythique héros romain Marcus Furius Camillus jusqu'aux Borghese actuels. Il fait redessiner les jardins à l'anglaise.
C'est un partisan de Bonaparte. Avec son épouse Anna Maria Salviati, il a deux fils : Camillo, qui épouse la fameuse Pauline Bonaparte et lui succède ; et Francesco, qui devient à la mort de son frère aîné en 1832, 7e prince de Sulmona.